# Generación de los Novísimos
La Generación de los Novísimos, también conocida como Generación del 68 o Generación del 70, fue un grupo de poetas españoles surgidos a finales de la década de 1960. Su irrupción supuso una ruptura con el realismo social predominante en la poesía española de la posguerra, marcando el inicio de una etapa de innovación formal y esteticismo.

## Origen
El grupo adquirió notoriedad a raíz de la publicación de la antología Nueve novísimos poetas españoles (1970), compilada por el crítico Josep Maria Castellet. Esta obra funcionó como manifiesto generacional y generó un gran debate en los círculos literarios de la época.
El surgimiento de los Novísimos se dio en el contexto del final del franquismo, en un periodo de modernización económica y apertura cultural. Su alejamiento del compromiso político directo fue interpretado por algunos sectores como una reacción estética frente a la poesía social.
No debe confundirse con los Novísimos cubanos, grupo narrativo surgido en Cuba en la década de 1980.

## La Generación de los Novísimos

### Ruptura estética
Los Novísimos defendieron una concepción autónoma de la poesía y consolidaron el fin de la poesía social como modelo hegemónico. Su trabajo abrió nuevas vías para la exploración estética, el diálogo con otras artes y la incorporación de referentes populares.
Entre sus rasgos más destacados se encuentran:
- Rechazo al realismo social.
- Uso de técnicas de escritura automática, intertextualidad, collage, caligrama y verso libre.
- Actitud irónica, escéptica y culturalista.
- Crítica indirecta a la sociedad de consumo y a hechos contemporáneos como la Guerra de Vietnam.

### Influencias
El culturalismo fue central en su estética. Introdujeron referencias al cine, música popular, cómic, moda y otros elementos de la cultura popular, a menudo en diálogo con motivos clásicos y mitológicos.
- Influencias internacionales: Surrealismo francés, T. S. Eliot, Ezra Pound, Arthur Rimbaud, Stéphane Mallarmé, Constantino Cavafis.
- Poesía hispanoamericana: Pablo Neruda, Octavio Paz.
- Tradición española: Luis Cernuda, Vicente Aleixandre, y el Postismo (especialmente Carlos Edmundo de Ory).[4]

La influencia de esta generación es destacable en poetas surgidos en los años 80 como Blanca Andreu, Luis Antonio de Villena, Luis Alberto de Cuenca, Aníbal Núñez y Ana Rossetti.
Los recursos novísimos (intertextualidad, mezcla de lenguajes, uso de la ironía y referencias pop) se mantienen presentes en buena parte de la poesía española contemporánea.

## Miembros principales
Los nueve poetas seleccionados por Castellet fueron:
- José María Álvarez: evolucionó del compromiso político al esteticismo culturalista.
- Félix de Azúa: autor de Poesía (1968-1989)’’ y Última sangre.[7]
- Guillermo Carnero: teórico del culturalismo. Destacan Dibujo de la muerte y Ensayo de una teoría de la visión.[8]
- Pere Gimferrer: autor clave. Arde el mar recibió el Premio Nacional de Poesía en 1966.[4]
- Antonio Martínez Sarrión: obras como Teatro de operaciones y Pautas para conjurados.
- Vicente Molina Foix: más conocido como novelista, publicó La musa furtiva.
- Ana María Moix: única mujer del grupo. Autora de Baladas del dulce Jim y Call me Stone.
- Leopoldo María Panero: figura del poeta maldito. Destacan Así se fundó Carnaby Street y Poemas del manicomio de Mondragón.[9]
- Manuel Vázquez Montalbán: poeta con fuerte tono social, más conocido por su narrativa.

## Crítica
Algunos sectores marxistas criticaron su estética por considerarla elitista y vacía. Sin embargo, los Novísimos defendieron su enfoque como una vía legítima de renovación poética, aunque algunos estudiosos, como José Olivio Jiménez y Bernd Dietz, argumentaron que la ruptura novísima no era del todo innovadora, sino una relectura de tradiciones anteriores como la vanguardia histórica o la Generación del 27.
Autores como Ángel González observaron que el abandono del realismo comprometido podía percibirse como complacencia con el régimen franquista, aunque los propios Novísimos lo negaban. Su orientación estética supuso, en todo caso, una forma de resistencia indirecta a través de la sofisticación formal.